# Барасинга
{{#ifeq:0|0|{{#if:Rucervus duvaucelii|{{#if:|[[]}}|[[]]}}}}
Барасинга (Rucervus duvaucelii) — вид ссавців із родини оленевих (Cervidae).

## Морфологічна характеристика
Дорослі мають висоту в плечах від 119 до 124 сантиметрів і важать приблизно від 172 до 181 кілограма. Їхня шерсть каштаново-коричнева на спині, тьмяніє до більш світло-коричневої на боках і на животі, з кремово-білим забарвленням на внутрішній стороні ніг, огузку та нижній частині хвоста. Підборіддя, горло та внутрішня частина вух також білуваті. У зимові місяці, починаючи приблизно з листопада, шерсть стає темною, сірувато-коричневою. Дорослі самці матимуть темнішу шерсть, ніж самки та молодняк, від темно-коричневої до майже чорної. Шерсть оленят коричнева і плямиста при народженні, але плями зникають, коли оленя дорослішає.

## Середовище проживання
Нині барасинга проживає в ізольованих місцях у на півночі та центрі Індії й на південному заході Непалу; тварина вимерла в Пакистані та Бангладеш. На початку двадцятого століття барасинга була широко розповсюджена у відповідних місцях існування по всій Індо-Гангській рівнині та низовинах, що оточують південні Гімалаї.

## Загрози
Зміна середовища існування призвела до втрати більшої частини його предків. Заповідник дикої природи Кішанпур (203 км²) є одним із небагатьох залишків середовища проживання тераї в Індії. Середовище існування цього оленя тепер зведено до ізольованих фрагментів в результаті вторгнення сільського господарства та знищення через перетворення середовища існування водно-болотних угідь. Ізоляція на невеликі, фрагментовані популяції збільшує ймовірність локального вимирання, в тому числі внаслідок випадкових подій, таких як екстремальна погода та хвороби, а також посилює наслідки «нормальних» загроз, таких як полювання.

## Використання
М'ясо барасинги не вважається делікатесом, оскільки вважається менш смачним, ніж м'ясо Axis porcinus і Axis axis, але барасингу все ще виловлюють на роги та м'ясо (для місцевих ринків). Шкуру використовують для виготовлення батогів та інших виробів.